# A Little Less Conversation

Кадр из фильма Немного жизни, немного любви

«A Little Less Conversation» (с англ. — «Поменьше разговоров») — саундтрек к художественному фильму «Немного жизни, немного любви», премьера которого состоялась 23 октября 1968 года.

## История
Запись «A Little Less Conversation» проходила 7 марта 1968 года в Western Studios, Голливуд. Первоначально композиция была выпущена би-сайдом сингла «Almost in Love» в 1968 году (16 дубль записи). В 1970 году запись вошла в LP Almost In Love (10 дубль записи). В июне 1968 года была перезаписана для телеконцерта '68 Comeback Special (в тональности Ми мажор и при участии бэк-вокалисток The Blossoms), но в шоу задействована не была и лишь вошла в сборник 1998 года Memories: The ’68 Comeback Special.

## Ремикс Junkie XL
После использования песни в фильме «Одиннадцать друзей Оушена», был сделан ремикс «A Little Less Conversation» голландским музыкантом Томом Холкенборгом, более известным как Junkie XL. Электронный ремикс показал Элвиса с его баритоном и добавил акцент к гитарам 1968 года, рожкам и фанковому барабанному ритму. Холкенборг — первый артист вне организации Пресли, получивший разрешение от Presley estate на ремикс песни Пресли (в 1980-х годах давний продюсер Элвиса Фелтон Джарвис курировал ремиксы ряда записей Элвиса, в которых к оригинальному вокалу Пресли добавлялся новый бэк-вокал). Электронная версия песни стала хитом номер один в Великобритании в 2002 году.
Песня также вошла в топ-10 хитов более чем в 17 других странах, заняв первое место в 13 из них. Эта версия также использовалась в музыкальных видеоиграх Dancing Stage MegaMix и Pump It Up Exceed SE, а также в анимационном фильме DreamWorks Animation 2004 года «Подводная братва».
В 2002 году песня стала лицом Чемпионата мира по футболу 2002, в ремиксе диджея Junkie XL. В этой версии она вошла дополнительным треком в компиляцию ELV1S.

## Чарты
| Чарт(2002)                          | Высшая позиция |
| ----------------------------------- | -------------- |
| Австралия (ARIA)                    | 1              |
| Australian Club Chart (ARIA)        | 1              |
| Австралия (ARIA Dance)              | 1              |
| Австрия (Ö3 Austria Top 40)         | 3              |
| Бельгия/Фландрия (Ultratop 50)      | 3              |
| Бельгия/Валлония (Ultratop 50)      | 8              |
| Бельгия/Фландрия (Ultratop Dance)   | 1              |
| Canada (Nielsen SoundScan)          | 1              |
| Czech Republic (IFPI)               | 8              |
| Дания (Tracklisten)                 | 1              |
| Europe (European Hot 100 Singles)   | 2              |
| Финляндия (Suomen virallinen lista) | 6              |
| Франция (SNEP)                      | 5              |
| Германия (GfK)                      | 8              |
| Greece (IFPI)                       | 7              |
| Венгрия (Rádiós Top 40)             | 1              |
| Венгрия (Single Top 40)             | 1              |
| Ирландия (IRMA)                     | 1              |
| Италия (FIMI)                       | 3              |
| Нидерланды (Dutch Top 40)           | 2              |
| Нидерланды (Single Top 100)         | 1              |
| Новая Зеландия (Recorded Music NZ)  | 1              |
| Норвегия (VG-lista)                 | 1              |
| Poland (Polish Airplay Charts)      | 9              |
| Romania (Romanian Top 100)          | 2              |
| Шотландия (OCC Scotland)            | 1              |
| Испания (PROMUSICAE)                | 2              |
| Швеция (Sverigetopplistan)          | 1              |
| Швейцария (Schweizer Hitparade)     | 1              |
| Великобритания (OCC UK Singles)     | 1              |
| США (Billboard Hot 100)             | 50             |
| США (Billboard Adult Pop Airplay)   | 26             |

| Чарт(2005)                      | Высшая позиция |
| ------------------------------- | -------------- |
| Ирландия (IRMA)                 | 19             |
| Швеция (Sverigetopplistan)      | 59             |
| Великобритания (OCC UK Singles) | 3              |

| Чарт(2002)                        | Позиция |
| --------------------------------- | ------- |
| Australia (ARIA)                  | 3       |
| Australian Club Chart (ARIA)      | 38      |
| Australian Dance (ARIA)           | 1       |
| Austria (Ö3 Austria Top 40)       | 21      |
| Belgium (Ultratop 50 Flanders)    | 16      |
| Belgium (Ultratop 50 Wallonia)    | 44      |
| Canada (Nielsen SoundScan)        | 4       |
| Europe (European Hot 100)         | 13      |
| France (SNEP)                     | 75      |
| Germany (Official German Charts)  | 30      |
| Ireland (IRMA)                    | 11      |
| Italy (FIMI)                      | 18      |
| Netherlands (Dutch Top 40)        | 8       |
| Netherlands (Single Top 100)      | 7       |
| New Zealand (Recorded Music NZ)   | 20      |
| Spain (PROMUSICAE)                | 9       |
| Sweden (Sverigetopplistan)        | 7       |
| Switzerland (Schweizer Hitparade) | 5       |
| UK Singles (OCC)                  | 5       |

| Чарт(2005)       | Позиция |
| ---------------- | ------- |
| UK Singles (OCC) | 155     |

| Чарт(2000–2009)              | Позиция |
| ---------------------------- | ------- |
| Australia (ARIA)             | 36      |
| Netherlands (Single Top 100) | 61      |
| UK Singles (OCC)             | 31      |

## Сертификации
| Регион | Сертификация  | Продажи   |
| --- | ------------- | --------- |
| Австралия (ARIA) | 2× Платиновый | 140 000^  |
| Австрия (IFPI Austria) | Золотой       | 15 000*   |
| Бельгия (BEA) | Золотой       | 25 000*   |
| Франция (SNEP) | Серебряный    | 125 000*  |
| Нидерланды (NVPI) | Золотой       | 40 000^   |
| Новая Зеландия (RMNZ) | Золотой       | 5000*     |
| Норвегия (IFPI Norway) | 2× Платиновый | 20 000*   |
| Швеция (GLF) | Платиновый    | 30 000^   |
| Швейцария (IFPI Switzerland) | Платиновый    | 40 000^   |
| Великобритания (BPI) | 2× Платиновый | 1 200 000 |
| США (RIAA) | Золотой       | 500 000*  |
| США (RIAA) · Video Single | 6× Платиновый | 300 000^  |
| * Данные о продажах приведены только на основе сертификации. · ^ Данные о тиражах приведены только на основе сертификации. · Данные о продажах + прослушиваниях приведены только на основе сертификации. |               |           |

## Фильмы, в которых она звучала
Песня  «A Little Less Conversation»  часто  становится саундтреком  во многих фильмах и мультфильмах, часто  используется ремикс.
- Все любят Реймонда — 2 сезон  25 серия (1996 — 2005)
- Одиннадцать друзей Оушена (2001)
- Лило и Стич 2: Большая проблема Стича (2002)
- Брюс Всемогущий (2003)
- Подводная братва (2005)
- Мегамозг (2010)
- Билет на Vegas (2012)
- Черепашки-ниндзя (2014)
- Смертельное оружие (2016 —...)
- Пассажиры (2016)
- Американские животные (2018)
- Перси Джексон и Похититель молний (фильм) (2010)